# Игры стран СНГ

## История
Идею проведения Игр стран СНГ выдвинула Российская Федерация. Предложение было поддержано на заседании Совета глав государств СНГ в Душанбе 28 сентября 2018 года.
Первоначально соревнования планировалось провести в сентябре 2020 года, однако из-за пандемии COVID-19 соревнования перенесли на сентябрь 2021 года.
Организаторами первых Игр стран СНГ выступили Министерство спорта Российской Федерации, а также
Правительство Республики Татарстан и Совет глав правительств СНГ. Исполнительной организацией являлась АНО «Дирекция спортивных и социальных проектов». III Игры СНГ пройдут с 28 сентября по 8 октября в 2025 году, в Гяндже пройдут соревнования 8 видом спорта, в Мингячевире и Габале — по 4, Шеки — 3, Гёйгёле — 2, Евлахе и Ханкенди — по 1.

## Список Игр стран СНГ
| Игры | Год  | Церемония открытия | Церемония закрытия | Город  | Страна            | Количество стран | Количество видов спорта |
| ---- | ---- | ------------------ | ------------------ | ------ | ----------------- | ---------------- | ----------------------- |
| I    | 2021 | 4 сентября         | 11 сентября        | Казань | Россия, Татарстан | 9                | 16                      |
| II   | 2023 | 4 августа          | 14 августа         | Минск  | Беларусь          | 22               | 20                      |
| III  | 2025 | 28 сентября        | 8 октября          | Гянджа | Азербайджан       | 23               | 22                      |